# Liste der chinesischen Botschafter in Botswana
Die Botschaft befindet sich in Gaborone.
| Ernennung     | Akkreditierung | Botschafter    | Hochchinesisch | Bemerkungen                                                                               | Regierung von China | Regierung von Botswana | Posten verlassen |
| ------------- | -------------- | -------------- | -------------- | ----------------------------------------------------------------------------------------- | ------------------- | ---------------------- | ---------------- |
| 10. Apr. 1967 | 15. Juni 1967  | Pu Teh-chieh   | 濮德玠         | [ 1 ]                                                                                     | Yen Chia-kan        | Seretse Khama          | 9. Juni 1970     |
| 2. Mai 1970   | 18. Juni 1970  | Liu Hsin-yu    | 刘新玉         | [ 2 ]                                                                                     | Yen Chia-kan        | Seretse Khama          | 5. Apr. 1974     |
| Aug. 1975     |                | Zhao Zhengyi   | 赵政一         | 1972–1975: Botschafter in Freetown (Sierra Leone), 1981–1982: Botschafter in Bogotá.      | Zhou Enlai          | Seretse Khama          | 1. Juni 1980     |
| Mai 1981      |                | Wang Rensan    | 王人三         | 1973–1977: Botschafter in N’Djamena (Chad), 1977–1981: Botschafter in Monrovia, (Liberia) | Zhao Ziyang         | Quett Masire           | Juli 1983        |
| Aug. 1983     |                | Lu Defang      | 路德芳         |                                                                                           | Zhao Ziyang         | Quett Masire           | Feb. 1986        |
| März 1986     |                | Zhang Dezheng  | 张德政         | 1993–1997: Botschafter in Acra (Ghana)                                                    | Zhao Ziyang         | Quett Masire           | Apr. 1990        |
| Mai 1990      |                | Shi Chengxun   | 施承训         | 1986–1990: Botschafter in Mogadiscio (Somalia)                                            | Li Peng             | Quett Masire           | Feb. 1993        |
| Apr. 1993     |                | Wang Yihao     | 王义浩         |                                                                                           | Li Peng             | Quett Masire           | März 1996        |
| Apr. 1996     |                | Zhang Shihua   | 张世华         | 1993–1996: Botschafter in Asmara (Eritrea)                                                | Li Peng             | Quett Masire           | Aug. 1998        |
| Sep. 1998     |                | Bao Shusheng   | 鲍树生         |                                                                                           | Zhu Rongji          | Festus Mogae           | Nov. 2002        |
| Dez. 2002     |                | Lin Difu       | 林迪夫         |                                                                                           | Zhu Rongji          | Festus Mogae           | Dez. 2004        |
| Dez. 2004     |                | Jiang Zhengyun | 蒋正云         | 1996–2001: Botschafter in Addis Abeba, 2002–2004: Botschafter in Reykjavík (Island)       | Wen Jiabao          | Festus Mogae           | März 2007        |
| März 2007     |                | Ding Xiaowen   | 丁孝文         |                                                                                           | Wen Jiabao          | Festus Mogae           | Feb. 2009        |
| Apr. 2009     |                | Liu Huanxing   | 刘焕兴         |                                                                                           | Wen Jiabao          | Ian Khama              | März 2013        |
| 22. Apr. 2013 |                | Zheng Zhujiang | 郑竹强         |                                                                                           | Li Keqiang          | Ian Khama              |                  |